# Greenwich
Greenwich (/ˈɡrɛnɪtʃ/ ⓘ, /ˈɡrɪnɪdʒ/, /ˈɡrɪnɪtʃ/ hoặc /ˈɡrɛnɪdʒ/) là một quận nằm ở phía nam Luân Đôn, Anh, cách khu vực trung tâm Charing Cross 5,5 dặm (8.9 km). Quận được lấy từ Khu Greenwich của Luân Đôn.
Greenwich thường được mô tả như là một phần Đông nam Luân Đôn, đôi khi như một phần Đông Luân Đôn. Nó cũng là một trong năm quận của khu vực London Docklands, kết nối với các khu vực bến tàu lịch sử của Luân Đôn dọc theo bờ sông, và ngày nay là Canary Wharf với các tòa nhà khác bởi tuyến đường sắt Đông Luân Đôn.
Greenwich nổi tiếng nhất về lịch sử hàng hải và tên gọi "kinh tuyến Greenwich" (kinh tuyến gốc) và "giờ trung bình Greenwich" (GMT). Kinh tuyến gốc đi ngang qua Đài thiên văn Hoàng gia tại đây. Đây là nơi toạ lạc lâu đài hoàng gia, lâu đài Placentia từ thế kỷ 15, là nơi ra đời của nhiều vị vua trong triều đại Tudor, bao gồm Henry VIII và Elizabeth I. Lâu đài rơi vào tình trạng đổ nát trong Nội chiến Anh và được xây dựng lại thành Bệnh viện Greenwich. Sau đó trở thành Cao đẳng Hải quân Hoàng gia vào năm 1873, và tiếp tục là nơi đào tạo quân sự cho đến năm 1998 khi thuộc quản lý của Greenwich Foundation. Những căn phòng lịch sử trong lâu đài mở cửa cho công chúng tham quan, các công trình khác được Đại học Greenwich và Cao đẳng âm nhạc Trinity sử dụng.
Greenwich là một phần của hạt Kent cho tới khi Hạt London thành lập vào năm 1889.